# Terme Borrini
Il palazzo delle Terme Borrini è un edificio dalle forme liberty, situato in via alle Terme a Monticelli Terme, frazione di Montechiarugolo, in provincia di Parma.

## Storia

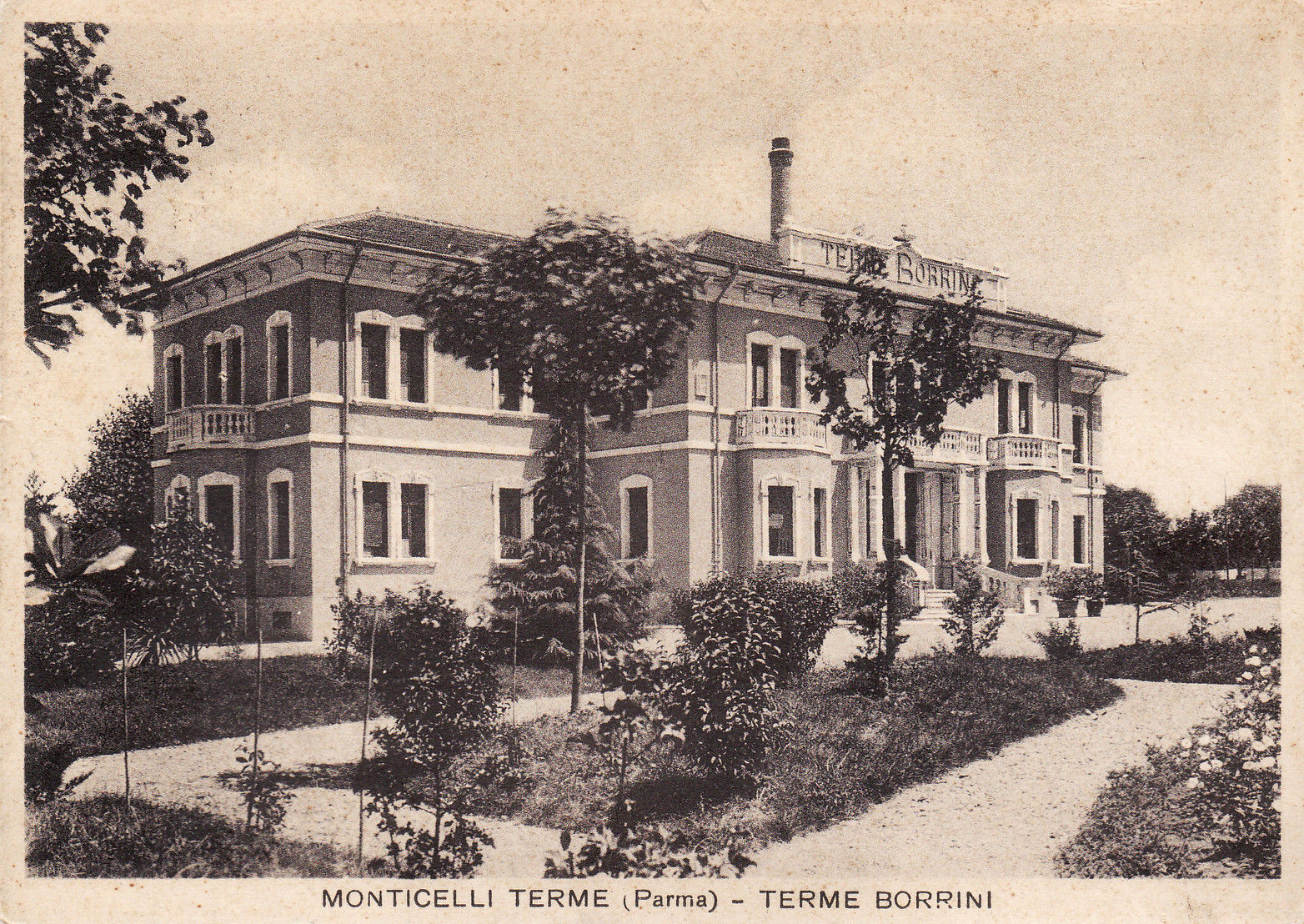
Le Terme Borrini nel 1930

Le fonti termali di Monticelli furono scoperte per caso nel 1924 da Italo Borrini, proprietario di vasti terreni nella zona bassa della frazione: durante la perforazione di un pozzo irriguo, raggiunta la profondità di 64 m, dallo scavo iniziò a sgorgare acqua salata in pressione. Ottenuta la concessione governativa, Borrini aprì un provvisorio stabilimento termale e avviò una campagna di ricerca di nuove fonti; nel 1926 iniziò inoltre i lavori di costruzione delle nuove Terme Borrini, inaugurate il 15 maggio del 1927.
Tuttavia, il 27 agosto dello stesso anno, durante la perforazione di un pozzo di gas metano, si verificò una forte esplosione, che ustionò numerosi operai; Achille Borrini, figlio del titolare, corse eroicamente in aiuto dei feriti, ma perì a sua volta nell'incendio, che causò complessivamente la morte di otto persone.
Dopo molte difficoltà le ricerche presero nuovo slancio, ma furono nuovamente interrotte per alcuni anni dallo scoppio della seconda guerra mondiale. Nel dopoguerra si raggiunse il livello di 16 pozzi attivi, utilizzati inizialmente anche per la produzione di iodio e bromo, conclusa nel 1952; fu inoltre avviata l'estrazione di gas metano, mentre furono presto sospese le ricerche del petrolio.
Negli stessi anni, all'interno del vasto parco termale adiacente allo stabilimento e alla villa Borrini, piantumato con numerose specie di conifere, furono edificati alcuni alberghi e l'oratorio di San Giulio, voluto da Italo Borrini per onorare la scomparsa del figlio.
Nel tempo i pozzi produttivi si ridussero a 7, di cui soltanto 2 utilizzati, da cui scaturiscono due differenti tipi di acque: salsobromoiodiche e sulfuree. La salinità dell'acqua salsobromoiodica è pari a circa 3 volte l'acqua di mare attuale.

## Descrizione

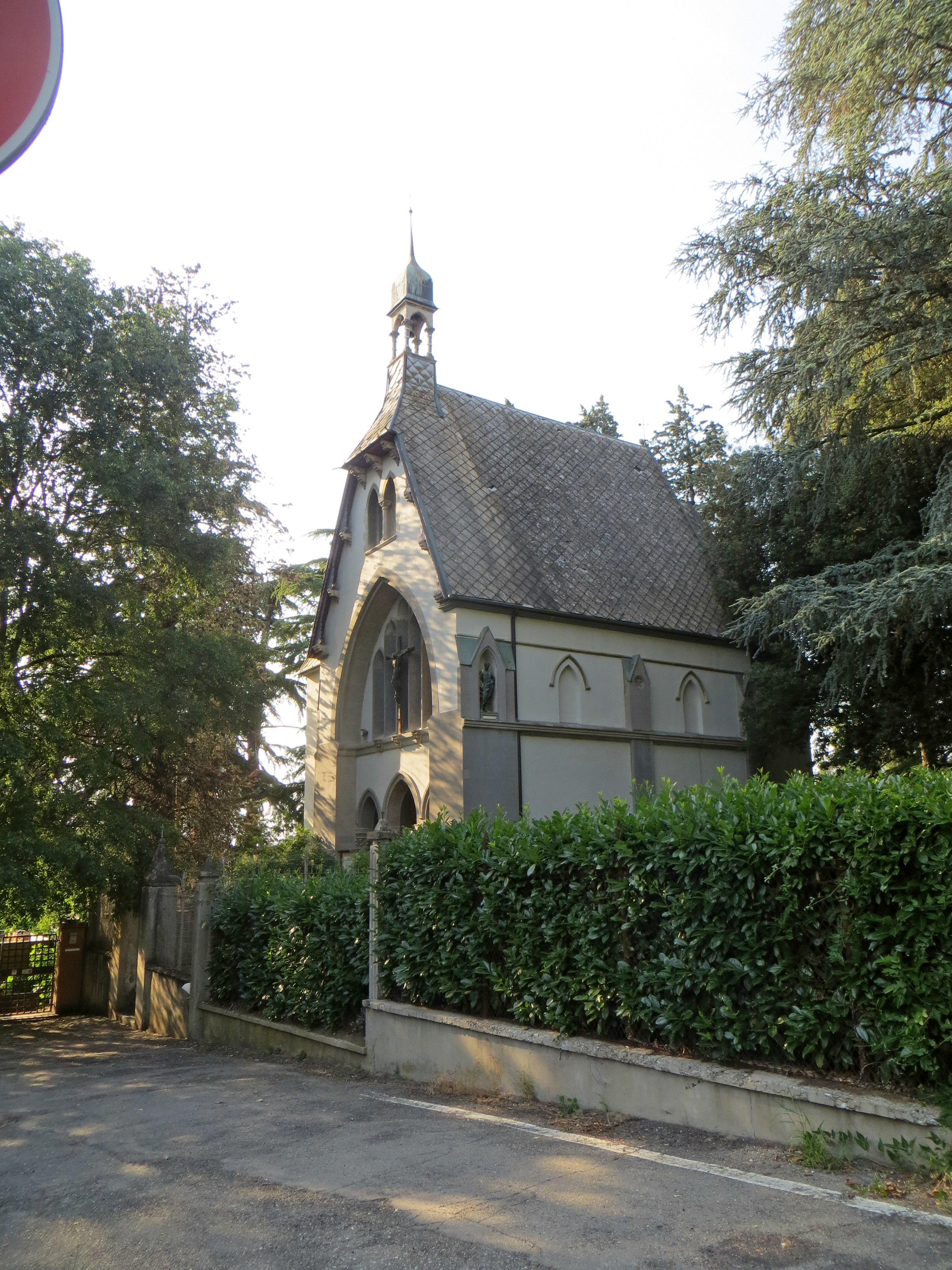
Oratorio di San Giulio

Il palazzo è collocato all'interno del parco delle Terme, che si estende in posizione pressoché pianeggiante su una superficie di 25 ettari.

### Terme
Lo stabilimento termale si estende su una pianta ad H, con ingresso a sud raggiungibile dal viale alberato.
La simmetrica facciata intonacata è suddivisa in tre corpi, di cui quello centrale in aggetto; nel mezzo, raggiungibile attraverso una scalinata, è collocato il portale d'ingresso, preceduto da un porticato retto da quattro pilastri scolpiti con motivi geometrici; al primo piano si aprono sul balcone balaustrato tre portefinestre affiancate, delimitate da cornici e frontoni triangolari decorati. Ai lati si trovano due bay window a pianta poligonale, su ciascuno dei quali si aprono due finestre incorniciate; al livello superiore si affacciano sui balconcini due portefinestre affiancate. In sommità, oltre il cornicione in aggetto, si staglia il fastigio rettangolare.
Ai fianchi si allungano le due ali, scandite da bifore delimitate da cornici decorate; i prospetti laterali sono caratterizzati dalla presenza nel mezzo di bay window analoghi a quelli della facciata.

### Parco delle Terme
Intorno allo stabilimento si estende il parco delle Terme, solcato da numerosi vialetti pedonali affiancati da filari di tigli e querce, che collegano il palazzo agli alberghi e alle piscine termali. il giardino è ricchissimo di conifere secolari, tra cui sono numerosi cedri del Libano e cedri dell'Atlante.
A ovest del palazzo si trova l'oratorio di San Giulio, edificato in stile neogotico nel 1950; la struttura, caratterizzata dal ripido tetto e dal rivestimento in pietra, conserva al suo interno due sculture in bronzo realizzate da Pietro Cornerini.
A est del palazzo, in adiacenza alla villa Borrini, si trova infine un laghetto artificiale.